# NGC 4861
NGC 4861 = IC 3961= Arp 266 ist eine Balkenspiralgalaxie vom Hubble-Typ SB(s)m im Sternbild Jagdhunde am Nordsternhimmel, welche etwa 39 Millionen Lichtjahre von der Milchstraße entfernt ist. Halton Arp gliederte seinen Katalog ungewöhnlicher Galaxien nach rein morphologischen Kriterien in Gruppen. Diese Galaxie gehört zu der Klasse Galaxien mit unregelmäßigen Klumpen.

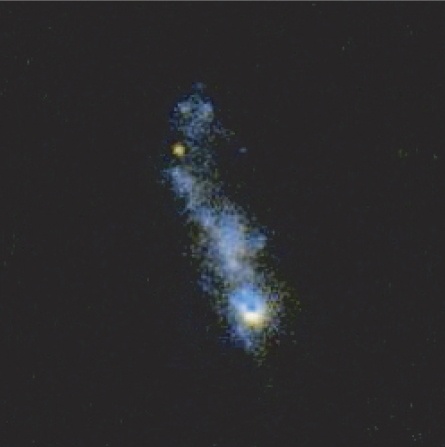
Aufnahme von NGC 4861 durch GALEX

Viele der physikalischen Eigenschaften (wie Masse, Größe und Rotationsgeschwindigkeit) der Galaxie NGC 4861 sprechen für eine Eingruppierung als Spiralgalaxie. Im Erscheinungsbild ähnelt sie jedoch eher einer irregulären Zwerggalaxie.
Das Objekt wurde am 1. Mai 1785 von dem deutsch-britischen Astronomen Friedrich Wilhelm Herschel entdeckt. Am 21. März 1903 wiederentdeckte Max Wolf das Objekt, welches im Index-Katalog als IC 3961 verzeichnet wurde.